# Jurij Lucenko
Jurij Lucenko (ukr. Юрій Віталійович Луценко); (Rivne, 14. prosinca 1964.); je ukrajinski političar (desnog centra) i bivši ministar unutarnjih poslova. Dužnost ministra unutarnjih poslova obnašao je u dva mandata od 4. veljače 2005. do 1. prosinca 2006., i od 18. prosinca 2007. do 11. ožujka 2010. godine, pod upravom tri ukrajinska premijera vlade: Julije Timošenko, Jurija Jehanurova i Viktora Janukoviča. Lucenko je zaslužan za prve uspješne reforme u sferi Ministarstva unutarnjih poslova Ukrajine prilagođene standardima EU.
Dana 13. prosinca 2010. Jurij Lucenko je optužen za zloporabu položaja i ovlasti od strane ukrajinskog državnog odvjetnika Viktora Pšonke (inače postavljenog u predsjedničkom mandatu oporbenog političara i predsjednika Ukrajine Viktora Janukoviča). Nakon toga Lucenko je 26. prosinca 2010. pritvoren te je smješten u Lukjanivski zatvor. Članovi njegove stranke Narodna samoobrana optužuju aktualne vlasti da je riječ o političkom progonu i osveti prema danas oborbenoj stranci i pojedinim članovima.
Godine 2021. Jurij Lucenko počeo je služiti u oružanim snagama. Početkom srpnja 2023. Jurij Lucenko objavio je da je otpušten iz redova Oružanih snaga. Razlog tome bila je odluka VLK o daljnjoj nemogućnosti služenja vojnog roka zbog zdravstvenog stanja (invaliditeta). Zbog toga je Jurij Lucenko bio prisiljen otići na liječenje u inozemstvo.

## Vanjske poveznice
- Stranice stranke Narodna samoobrana (ukr.)  Arhivirana inačica izvorne stranice od 29. kolovoza 2011. (Wayback Machine)